# Graptodytes
Graptodytes là một chi bọ cánh cứng trong họ Dytiscidae. 

## Các loài
Chi này gồm các loài:
- Graptodytes aequalis
- Graptodytes atlantis
- Graptodytes bilineatus
- Graptodytes castilianus
- Graptodytes concinnus
- Graptodytes delectus
- Graptodytes eremitus Ribera & Faille, 2010[1]
- Graptodytes flavipes
- Graptodytes fractus
- Graptodytes granularis
- Graptodytes ignotus
- Graptodytes kuchtae
- Graptodytes pietrii
- Graptodytes pictus
- Graptodytes sedilloti
- Graptodytes varius
- Graptodytes veterator

## Hình ảnh

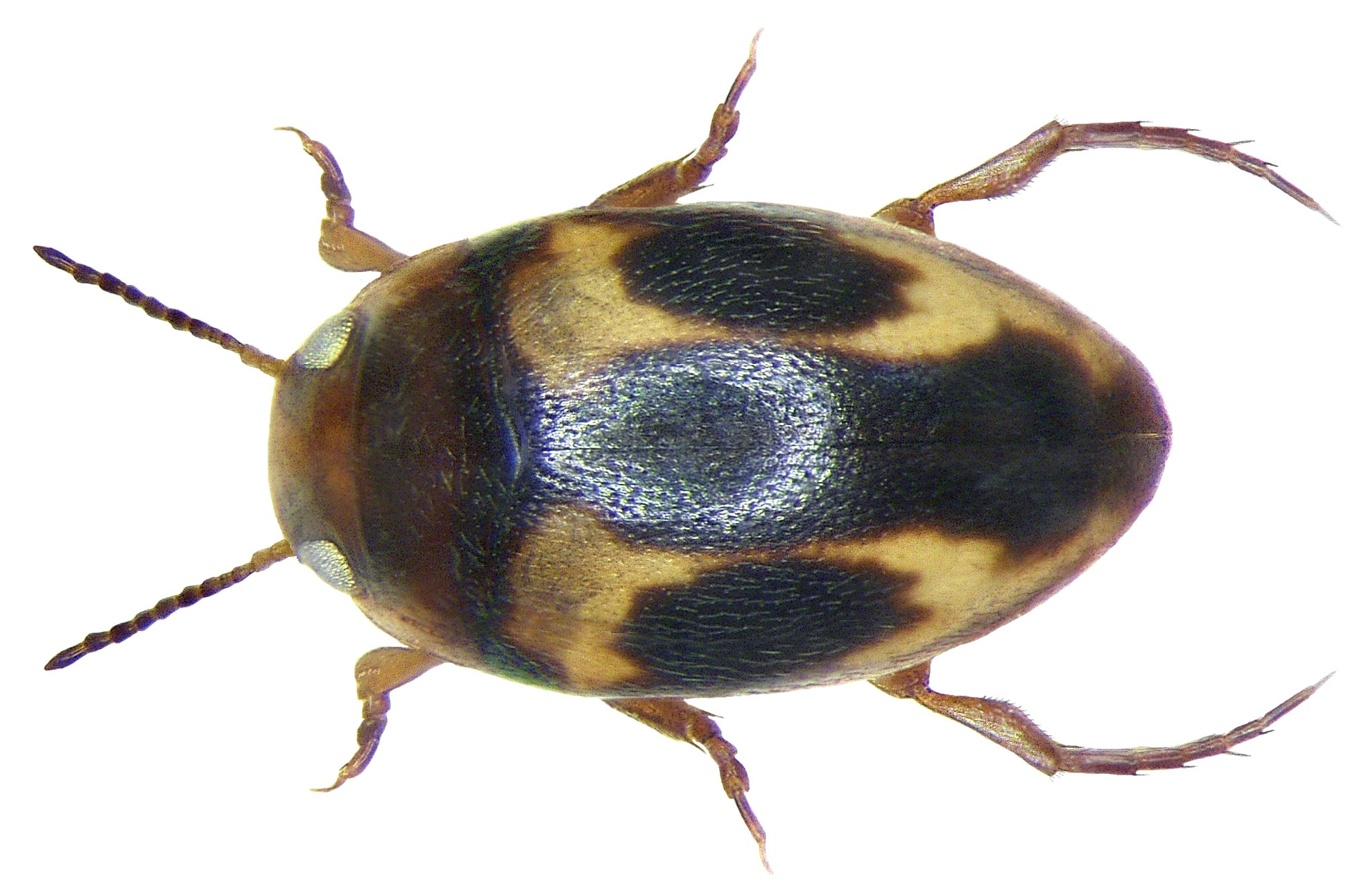